# Asynarchus cinnamoneus
Asynarchus cinnamoneus là một loài Trichoptera trong họ Limnephilidae. Chúng phân bố ở miền Tân bắc.